# Jack Keller (Pokerspieler)
Jack „Gentleman“ Keller (* 29. Dezember 1942; † 5. Dezember 2003 in Tunica, Mississippi) war ein professioneller US-amerikanischer Pokerspieler. Er gewann 1984 die Poker-Weltmeisterschaft und war insgesamt dreifacher Braceletgewinner der World Series of Poker sowie Mitglied der Poker Hall of Fame.

## Pokerkarriere

### Werdegang
Keller diente in der Air Force, bevor er Pokerprofi wurde. Er gewann 1984 das Main Event der World Series of Poker (WSOP) in Las Vegas sowie in jenem Jahr und bei der WSOP 1993 zwei weitere Bracelets bei dieser Turnierserie. Insgesamt erspielte er sich während seiner Turnierkarriere knapp 4 Millionen US-Dollar. 1994 wurde er in die Poker Hall of Fame aufgenommen.  
Keller starb im Dezember 2003 im Alter von 60 Jahren und hinterließ drei Kinder, darunter die Profipokerspielerin Kathy Kolberg.

### Braceletübersicht
Keller kam bei der WSOP 25-mal ins Geld und gewann drei Bracelets:
| Jahr | Buy-in (in $) | Turnier                                          | Teilnehmer | Preisgeld (in $) |
| ---- | ------------- | ------------------------------------------------ | ---------- | ---------------- |
| 1984 | 05.000        | Seven Card Stud                                  | 055        | 137.500          |
| 1984 | 10.000        | No-Limit Hold’em Main Event – World Championship | 132        | 660.000          |
| 1993 | 01.500        | Omaha Hold’em Limit                              | 103        | 061.800          |